# Kamera

Spegelreflexkamera för film.

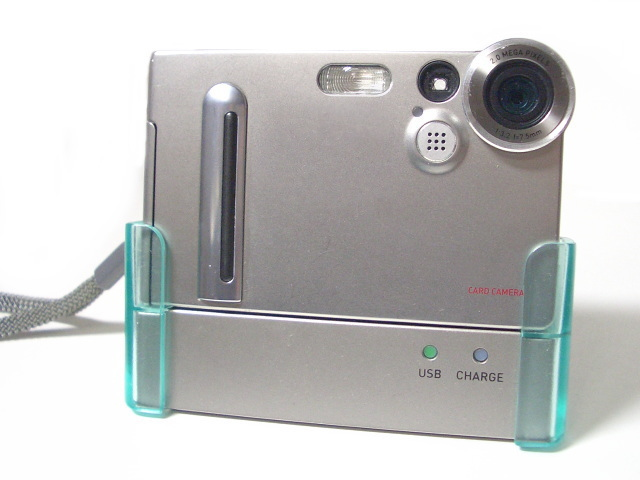
Digital kompaktkamera, 2004.

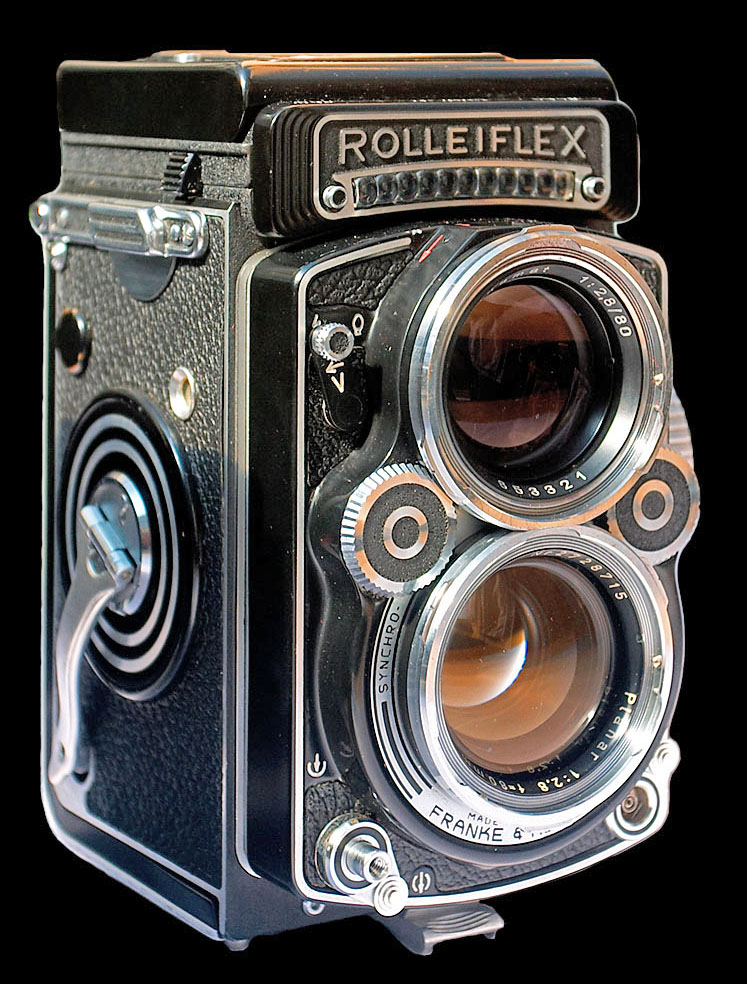
Gammaldags tvåögd spegelreflexkamera, cirka 1955.

Denna artikel behandlar främst stillbildskameror, se även artikeln om filmkameror.
En kamera är en apparat som används för att ta fotografier. Ordet "kamera" kommer från latinets camera obscura vilket betyder "mörkt rum". En kamera består av en ljustät kammare i vilken det i ena änden sitter ett objektiv eller motsvarande och i den andra något ljuskänsligt material. En bild projiceras på det ljuskänsliga materialet, och denna bild kan reproduceras till ett fotografi.  

## Konstruktion

### Objektiv                                                                                                                                                                                                                                         & Linser
Alla kameror förutom hålkameran har ett objektiv. De enklaste objektiven består av en enda konvex lins, sådana objektiv finns till exempel i gamla lådkameror och i enkla mobiltelefonkameror. De flesta moderna objektiv består dock av 4–10 linser, i vissa fall många fler.

#### Objektivets brännvidd
I fotografiska sammanhang är man oftast inte så intresserad av vad brännvidden
innebär rent optiskt utan snarare vad olika brännvidder ger för bildresultat. Ett objektiv med kortare brännvidd ger en större bildvinkel, det vill säga det avbildar ett större område, medan ett objektiv med längre brännvidd har mindre bildvinkel. Ett objektiv som har c:a 45 graders bildvinkel kallas normalobjektiv. En bild tagen med ett sådant objektiv ger, om den betraktas på ett bekvämt avstånd, ungefär samma perspektiv som ögats.
För småbildsformatet brukar objektiv med 40–50 millimeters brännvidd anses vara normalobjektiv. För en kamera med APS-C-sensor (22,7×15,1 mm) ger objektiv med 25–30 millimeters brännvidd samma resultat.
Zoomobjektiv är objektiv med variabel brännvidd. När man "zoomar in" eller "zoomar ut" avbildas ett mindre eller större område, men perspektiv etc. förändras inte. De allra flesta kompaktkameror är utrustade med zoomobjektiv. Ett typiskt zoomobjektiv för småbildsformat kan ha brännviddsomfånget 28–80 mm, och med detta kan man alltså få samma bild som med alla objektiv med fast brännvidd mellan 28 och 80 mm.
För kompakta digitalkameror, som ofta har små bildsensorer, anges ofta motsvarande brännvidd i småbildsformatet. Ett zoomobjektiv kan vara märkt 6,2–18,6 mm (35–105 mm), vilket innebär att objektivet motsvarar ett 35–105 mm-objektiv på en småbildskamera.

#### Skärpeinställning
För att ställa in skärpan flyttas objektivet framåt eller bakåt i förhållande till filmen eller sensorn. I vissa objektiv flyttar man istället ett enskilt linselement. Ju närmre motivet kameran är desto längre fram måste man flytta objektivet. Därför finns det av praktiska skäl oftast en gräns där det inte går att dra ut objektivet längre, och denna avgör alltså också hur nära motivet man kan gå. Det minsta avståndet till motivet kallas närgräns.
I kameror med autofokus sköts skärpeinställningen automatiskt med hjälp av en elektrisk motor.
Enklare kameror (till exempel de flesta mobiltelefonkameror) har fixfokus. Detta innebär att objektivet är fast inställt på ett visst fotograferingsavstånd.
Æ==== Objektivets ljusstyrka ====
Ljusstyrkan hos en enkel lins avgörs av dess diameter och brännvidd, och anges som förhållandet mellan dessa. En lins med diametern 25 mm och brännvidden 50 mm har alltså ljusstyrkan 25/50 = ½, ett vanligare skrivsätt är "1:2". Hos kameraobjektiv, som är sammansatta av flera linser, anger man ljusstyrkan som om objektivet vore en enkel lins. 
Anledningen till att man valt denna definition är att två objektiv med samma ljusstyrka ger en lika ljus bild oavsett brännvidd.
Ljusstyrkan hos zoomobjektiv ligger ofta mellan 1:5,6 och 1:2,8. Objektiv med fast brännvidd har enklare konstruktion och kan därför göras något ljusstarkare. Till småbildskameror förekommer sådana objektiv med ljusstyrka 1:1,4 eller större.

#### Bländare
Bländaren används för att variera objektivets ljusinsläpp. Bländaren är oftast utförd som irisbländare med lameller som ger ett hål vars diameter kan varieras (jämför pupillen i det mänskliga ögat). På så vis kan även objektivets effektiva diameter varieras. En äldre typ av bländare är insticksbländaren eller hålbländaren med hål med fasta diametrar.
Med bländartalet anges hur stor bländaren är jämfört med brännvidden på ungefär samma sätt som för ljusstyrkan. Ett bländartal på 4 betyder att objektivet släpper in lika mycket ljus som en lins vars diameter är en fjärdedel av brännvidden. 
Bländarskalan på ett objektiv med manuell bländarinställning kan se ut som 2–2,8–4–5,6–8–11–16. Ju större bländartal, desto mindre ljusinsläpp. Den största bländaren (minst bländartal) motsvarar objektivets fulla ljusstyrka. Varje steg till höger i serien ovan motsvarar en halvering av ljusinsläppet.
Bländaren påverkar bildens skärpedjup enligt teorin kring oskärpecirkel. Ju mindre ljusinsläpp desto större skärpedjup.

### Slutare
Slutarens uppgift är att tillåta ljus från objektivet att nå filmen eller sensorn under en väldefinierad tidsperiod. Denna tid kallas slutartid eller exponeringstid. Slutartiden bestämmer tillsammans med bländaren exponeringen.
På kameror med inställningsmöjligheter kan slutartiden varieras, ofta åtminstone inom området 1/500 - 1 sekund. Ofta finns också slutartidsautomatik, där tiden bestäms automatiskt utifrån lämplig exponering. Enkla kameror har en fast, förinställd slutartid.
Normala slutartider för fotografering med handhållen kamera är 1/1000 till 1/100 sekund, vid längre tider finns risk för skakningsoskärpa. Efter viss övning brukar man kunna få skarpa bilder på "frihand" även vid längre tider, faktorer som spelar in är bland annat objektivets brännvidd och kamerans tyngd. 
Om motivet är rörligt och slutartiden tillräckligt lång uppstår också rörelseoskärpa. Vissa kameror har bildstabilisator för att minska risken för rörelseoskärpa
Vid fotografering i mörka miljöer kan ibland slutartider på flera minuter eller timmar vara nödvändiga.
Enkla digitalkameror har ingen slutare i egentlig mening, utan exponeringstiden regleras elektroniskt i bildsensorn.

#### Fokalplansslutare
En fokalplansslutare sitter i fokalplanet eller bildplanet, det vill säga där bilden projiceras, alltså nära filmen eller sensorn. Den är ofta utförd som en ridå av tyg eller gummiduk, men kan också bestå av metallameller. De allra flesta enögda spegelreflexkameror har slutare av denna typ.

#### Centralslutare
Centralslutaren sitter i objektivet snarare än i själva kameran och är oftast utförd ungefär som en irisbländare. De flesta kompaktkameror har slutare av denna typ.

### Sökare
Sökarens uppgift är att innan exponering sker, ge fotografen en uppfattning om hur bilden (fotografiet) kommer att gestalta sig. Vissa digitalkameror har ingen sökare i egentlig mening, utan visar enbart bilden på kamerans display.

### Ljuskänsligt material / Bildsensor
Det i särklass vanligaste bildformatet för analoga kameror har sedan 1960-talet varit småbildsformatet vilket ger en bild med måtten 24×36 mm. 
Vanliga mellanformat är 4,5×6 cm, 6×6 cm och 6×9 cm. Storformat kan vara 9×12 cm, 18×24 cm och ännu större.
Digitalkamerans ankomst har inneburit en tendens att gå mot mindre bildformat. Vanliga storlekar är 23,7×15,6 mm för halvprofessionella kameror och 5,8×4,3 mm för kompaktkameror. Fullformatskameror har en sensorstorlek på 36x24mm.  Det finns emellertid också digitalkameror med sensorer i småbildsformat och mellanformat.

### Självutlösare
En självutlösare används när fotografen vill vara med på bild. Den ställs in i förväg och så har man en viss tid på sig.

## Kameratyper
Kameror indelas på olika sätt, till exempel efter fotografisk teknik, bildformat/sensorstorlek, kamerans storlek eller användningssätt. Digitalkameran har en ljuskänslig bildsensor och den analoga kameran använder en fotografisk film. 

### Enögda spegelreflexkameror

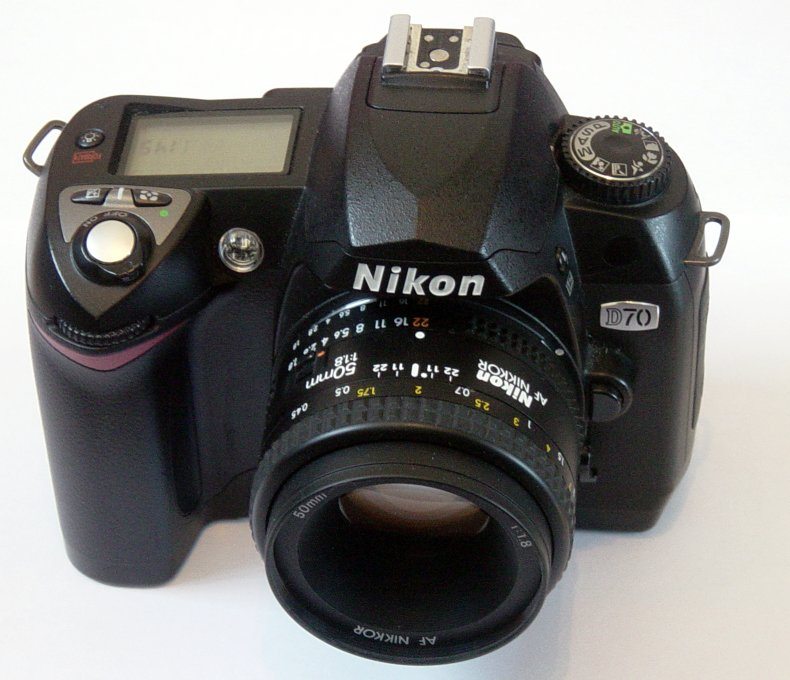
Digital enögd spegelreflexkamera.

Den enögda spegelreflexkameran är den vanligaste kameran för pressfotografer och amatörer. När man vardagligt talar om systemkameror, är det oftast denna typ av kamera man avser. Den enögda spegelreflexkameran är numera också vanlig i sin digitala form. Vissa tillverkare har integrerat digitala kamerahus i sina redan befintliga analoga kamerasystem, så att man till exempel kan använda äldre objektiv på nya kameror.
Enögda spegelreflexkameror finns även för mellanformat, Hasselbladskameran är en sådan.

### Tvåögda spegelreflexkameror

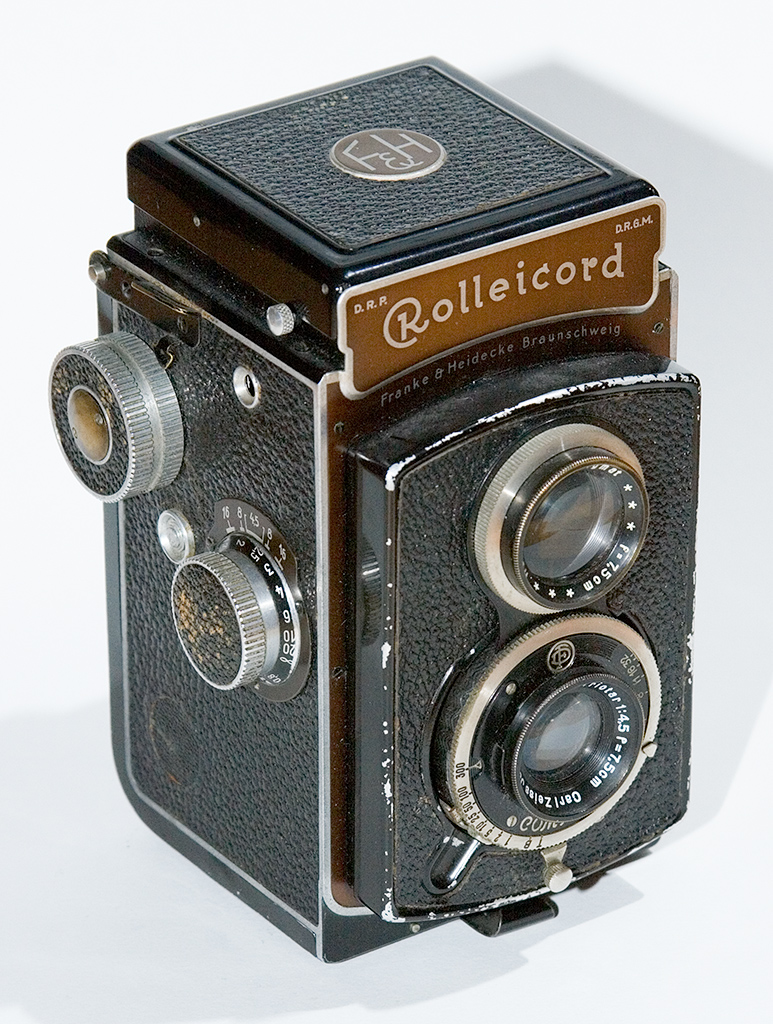
Tvåögd spegelreflexkamera för 6×6 cm.

Denna typ av kamera var vanlig fram till 1960-talet, men sedan dess har det bara tillverkats någon enstaka ny modell. Denna typ av kamera är i princip alltid en mellanformatskamera med bildformatet 6×6 cm. En vanlig modell är Rolleiflex.

### Mätsökarkameror

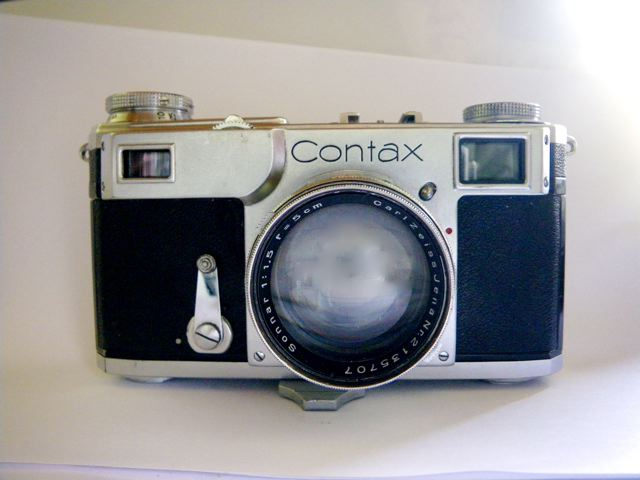
Contax II.

Med mätsökarkamera avser man oftast en småbildskamera med inbyggd mätsökare. Denna typ av kamera var under 1930-talet och fram till och med 1960-talet populär bland pressfotografer. Zeiss med Contax och Leica tillverkade ett system av mätsökarkameror och objektiv. Det finns även flera mätsökarkameror för större bildformat, till exempel, Speed Graflex, Mamiya 6 med flera Däremot finns det bara någon enstaka digital mätsökarkamera.
Graflex var en spegelreflexkamera i mellanformat, ofta använd av djurfotografer. Speed Grafic var en kamera med mattskivesökare och yttre ramsökare jämförbar med Linhof Technika och ofta använd av pressfotografer på 40- och tidigt 50-tal.

### Kompaktkameror
En analog kompaktkamera är en förhållandevis liten kamera för småbildsformatet, utförd med ett fast monterat objektiv. Digitala kompaktkameror har oftast ganska små bildsensorer (5,8×4,3 mm är en vanlig storlek) vilket gör att de kan göras betydligt mindre än de analoga. Vissa kompaktkameror är mycket enkla, andra har ungefär samma inställningsmöjligheter som till exempel den enögda spegelreflexkameran. Kompaktkameror har genomsiktssökare, ibland mätsökare (hos analoga kameror). Vissa digitala kompaktkameror har ingen optisk sökare alls, utan enbart en display.

### Storformatskameror
En storformatskamera har ett bildformat som är större än mellanformatskamerans, vanligt är 9×12 cm eller större. Denna typ av kamera har många inställningsmöjligheter, bland annat kan fram- och bakstycke snedställas och förskjutas. Den moderna storformatskameran är uppbyggd så att olika delar (objektiv, bakstycken, mattskivor, sökare osv.) kan bytas ut för att passa olika fotograferingssituationer. Det finns digitala bakstycken som passar till storformatskameror, men ännu (2006) har inga bildsensorer i storformat nått marknaden.

### Flygkameror
En speciell typ av kameror, så kallade flygkameror har utvecklats för flygfotografering av lodbilder för stereokartering av blocktriangulerade flygbilder.

## Historia

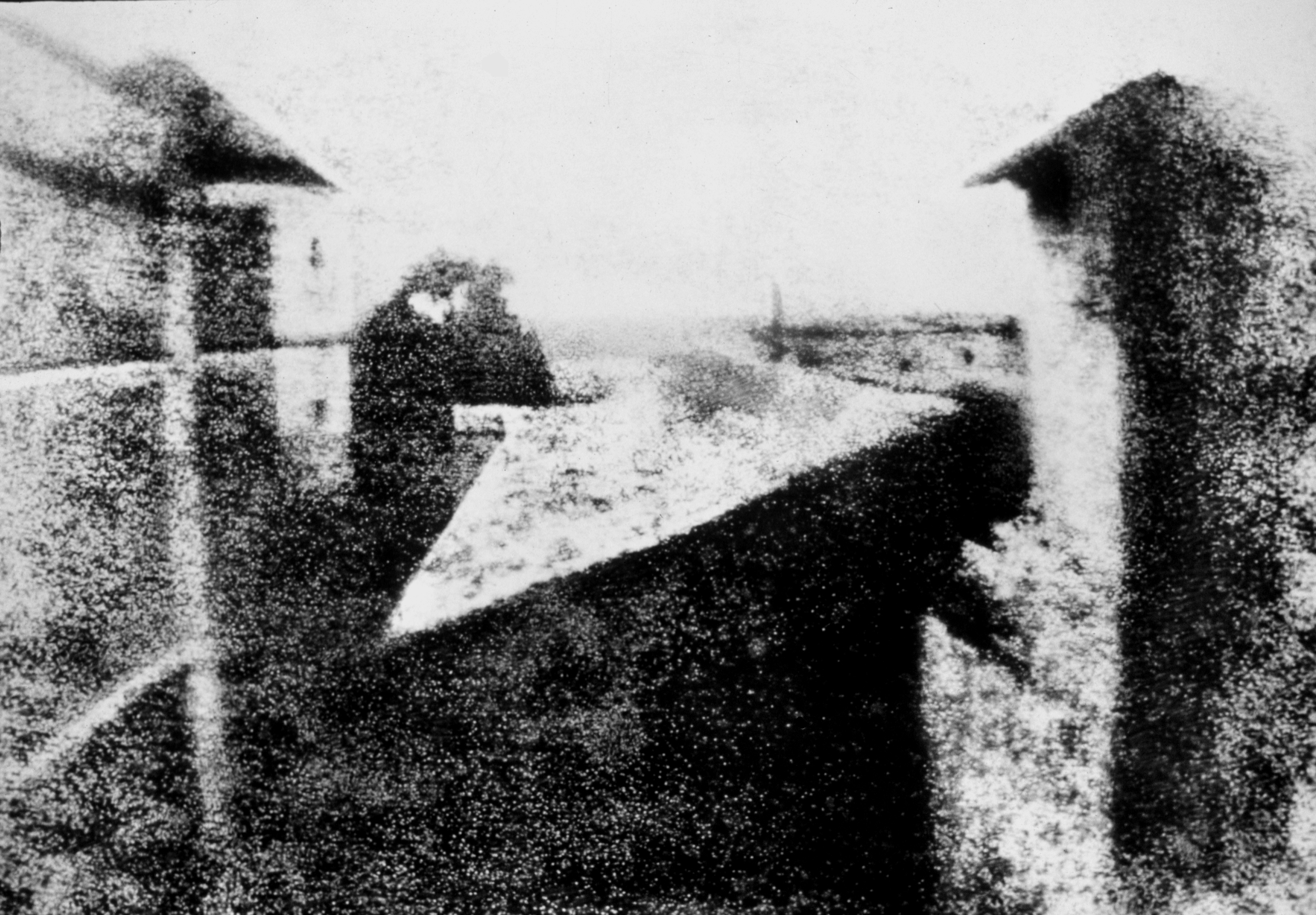
Den första permanenta fotografiska bilden av Joseph Nicéphore Niépce.

Benämningen kamera kommer från latinets "camera obscura" som betyder mörkt rum. Uppfinning tillskrivs Ibn al-Haytham (965–1039), arabiska vetenskapliga och fadern av modern optik. Principen är i ett mörkt rum med ett litet hål i ena väggen uppträdde på motsatta väggen en upp- och nedvänd bild på landskapet utanför.
En tillämpning av denna princip är den enkla hålkameran, där "linsen" utgörs av ett litet hål, stort som ett nålstick. På 1700-talet kom man på att silversalter var ljuskänsliga. Genom att man under 1800-talet kom på olika sätt att göra avbildningen beständig, kunde kameran utvecklas, och de första fotografierna framställas. 
Fransmannen Joseph Nicéphore Niépce var den förste som gjorde en kamera 1826 men det tog åtta timmar att exponera bilden och den blev väldigt oskarp, han använde en låda som kamera. Niépce själv var egentligen inte så intresserad av kameran, han var mest intresserad av kopiering. Han hade tidigare kopierat grafiska blad på metallplåtar.
År 1839 kom fransmannen Louis Jacques Mande Daguerre på att man kunde göra en försilvrad kopparplåt ljuskänslig i jodånga. Han var den förste som på så sätt fick ett acceptabelt resultat. Men bilden gick tyvärr inte att kopiera. Daguerre hade tidigare samarbetat med Niépce.
William Henry Fox Talbot gjorde år 1835 ett papper ljuskänsligt i klorsilverlösning. Han fick ett negativt resultat, det vill säga att vitt avbildades som svart och svart avbildades som vitt. Färger däremellan avbildades i olika grå toner, ljusa färger i verkligheten blev mörka på fotografiet och tvärtom. När han år 1839 fick höra talas om Daguerres upptäckt började han experimentera med klorsilverlösning och kom till slut fram till en speciell process för att kopiera bilden. Detta hände år 1840 och tekniken används ännu idag för framkallning av bilder. Den kallas för kalotypi eller talbotypi.
Genom åren har de ljuskänsliga emulsionerna förfinats och förmår att avbilda färgerna antingen i en gråskala som upplevs som normal, eller att avbilda färgerna naturtroget.

## Kameramarknaden
Kameror finns i många olika utföranden och prislägen. Allt från billiga engångskameror till avancerade specialkameror för professionellt bruk. Med utvecklingen av digitalkameran är kameramarknaden utsatt för omfattande och snabba förändringar. Den traditionella fotografin (numera kallad analog fotografering) har minskat i omfattning, men har fortfarande stora grupper användare.